# Larisa Latînina
Larisa Semionovna Latînina (în rusă Лариса Семёновна Латынина), născută Dirij (n. 27 decembrie 1934, Herson, RSS Ucraineană, URSS) este o fostă gimnastă sovietică din Ucraina.

## Carieră
Din 1954, când a participat la Campionatul mondial de la Roma, a concurat sub numele Latînina. În decursul activității competiționale a câștigat un total de 18 medalii la Jocurile Olimpice, la trei olimpiade consecutive, devenind cel mai titrat sportiv olimpic, nu numai din domeniul gimnasticii. Larisa și-a încheiat cariera sportivă la vârsta de 32 de ani, după Campionatul Mondial din 1966, unde câștigase o medalie de argint cu echipa URSS. În perioada următoare a fost antrenoare în URSS. În anul 2000 a fost decorată de președintele Putin.
Clasată pe primul locul în clasamentul campionilor olimpici la gimnastică (2008), Latînina este considerată una dintre cele mai bune gimnaste ale tuturor timpurilor. A fost inclusă în International Gymnastics Hall of Fame în 1998.